# Skidoo
Skidoo is een Amerikaanse filmkomedie uit 1968 onder regie van Otto Preminger.

## Verhaal
De ex-misdadiger Tony Banks wordt teruggehaald door een maffiabaas. Hij moet George Packard vermoorden. Banks mislukt in zijn opdracht en de maffiabaas ontvoert als straf de dochter van Banks op zijn jacht.

## Rolverdeling
| Acteur              | Personage         |
| ------------------- | ----------------- |
| Jackie Gleason      | Tony Banks        |
| Carol Channing      | Flo Banks         |
| Frankie Avalon      | Angie             |
| Fred Clark          | Torenwachter      |
| Michael Constantine | Leech             |
| Frank Gorshin       | Man               |
| John Phillip Law    | Stash             |
| Peter Lawford       | Senator           |
| Burgess Meredith    | Opzichter         |
| George Raft         | Kapitein Garbaldo |
| Cesar Romero        | Hechy             |
| Mickey Rooney       | George Packard    |
| Groucho Marx        | God               |
| Arnold Stang        | Harry             |
| Doro Merande        | Majoor            |